# Меней
Мене́й (каз. Меней) — село у складі району Шал-акина Північноказахстанської області Казахстану. Входить до складу Приішимського сільського округу.
Населення — 108 осіб (2021; 168 у 2009, 223 у 1999, 374 у 1989).
Національний склад станом на 1989 рік:
- росіяни — 41 %
- казахи — 28 %
- німці — 22 %.